# Luigi Vaschi
Luigi Vaschi (Scorzarolo di Borgoforte, 22 aprile 1899 – Endà Selessie, 28 dicembre 1935) è stato un militare e aviatore italiano, decorato di Medaglia d'oro al valor militare alla memoria nel corso della guerra d'Etiopia.

## Biografia
Nacque a Scorzarolo di Borgoforte, provincia di Mantova, il 9 ottobre 1914. Non ancora diciannovenne otteneva nel 1918 di passare dal 65º Reggimento fanteria della Brigata Valtellina al Servizio Aeronautico ed ottenuto il brevetto di pilota militare partecipava alle fasi finali della prima guerra mondiale in forza a una squadriglia da bombardamento. Divenuto sergente, nel 1923 fu veniva assegnato all'Aviazione della Cirenaica dove, per i successivi due anni, si distinse nelle operazioni di grande polizia coloniale raggiungendo il grado di sergente maggiore e meritandosi due encomi solenni. Dopo un breve periodo di servizio in Italia nel 1928 ritornava in Libia assegnato all'Aviazione della Tripolitania coi grado di maresciallo meritandosi anche altri due encomi solenni. Rimpatriato nel 1932, si specializzò nel pilotaggio degli aerei da caccia presso il campo d'aviazione di Mirafiori e nel gennaio 1935 partì per l'Eritrea con la 106ª Squadriglia. Partecipò alle operazioni belliche della guerra d'Etiopia, cadendo in combattimento a Selaclacà il 28 dicembre 1935. Un anno dopo l’eroico episodio di Selaclacà la sua salma e quella del maresciallo Avallena vennero ritrovate e sepolte nel cimitero di Mai Edagà. Fu decorato con la medaglia d'oro al valor militare alla memoria.

### Fonti
1. 1 2 3 4 5 6  Combattenti Liberazione.
2. 1 2  Gruppo Medaglie d'Oro al Valor Militare 1965, p. 137.
3. 1 2 3  Ufficio Storico dell'Aeronautica Militare 1969, p. 58.
4. ↑   Medaglia d'oro al valor militare Vaschi Luigi, su quirinale.it, Quirinale. URL consultato l'11 luglio 2021.